# Enköpings SK FK
Enköpings SK Fotboll, ofta förkortat ESK, är fotbollssektionen i sportklubben Enköpings SK i Enköping. ESK:s herrlag spelar säsongen 2025 i Ettan norra.

## Historia

### 1930-talet – Östsvenskan
Under slutet av 1920-talet och nästan hela 1930-talet spelade ESK i Division 3 Östsvenska eller "Östsvenskan". Säsongen 1937–1938 vann ESK Östsvenskan och flyttade upp till Division 2 Norra, där de spelade i två säsonger. Från hösten 1940 spelade de i Division 3 Centralserien Norra.

### 1940–1946 – Centralserien och "Svenska mästare i kval"
Efter att ha varit ett av topplagen i serien under flera år vann ESK den uppländska delen av Centralserien Norra 1946 och fick kvala mot vinnaren av Centralserien Norra - Västmanland Hallstahammars SK. Efter att lagen vunnit varsin av de två matcherna spelades ytterligare en match på neutral mark i Sala. Där vann ESK vilket kvalificerade dem för ytterligare en kvalomgång, denna gång mot IK City från Eskilstuna (IK City hade vunnit Centralserien Södra och var därför direktkvalificerade till denna omgång). Återigen var ställningen oavgjord efter två matcher vilket innebar att ESK fick spela en sjätte kvalmatch inom loppet av två veckor. Matchen spelades på Stockholms stadion; ESK vann och kallades tillfälligt "Svenska mästare i kval".

### 1947–1965 – Ett steg fram två steg tillbaka
ESK hamnade sist i tabellen i division 2 säsongen 1946-1947 och eftersom division 3 samtidigt omstrukturerades från 17 till 4 grupper flyttades ESK från division 2 ner till division 4. Det dröjde mer än 30 år innan ESK åter spelade i division 2. De följande tio säsongerna spelade ESK i division 4 (med undantag för säsongen 1953-1954). Efter att ESK vunnit Division 4 Uppland den långa höst-vår-höstsäsongen 1957–1958 följde två säsonger i division 3. 

### 1966–1996 – i "3:an"
Efter att ha spelat i division 3 i 14 säsonger kvalificerade sig ESK för spel i den näst högsta serien 1978. 1985 blev ESK:s sista säsong i "division 3" då den tredje högsta serien 1987 bytte namn till division 2.

### 1997 –  Vasalunds-fallet
1997 spelar ESK i division 1. Den 17 oktober, två dagar innan den avslutande omgången, fattar Svenska Fotbollförbundet ett beslut som kom att kallas Vasalundsfallet. Spårvägens FF uppmärksammade att Vasalunds IF hade spelat med fler än 3 icke EU/ESS-medborgare i nio matcher, varpå SvFF beslutade att frånta Vasalunds IF poäng från sju matcher och tilldela dem till andra lag. Detta gynnade Spårvägens FF som säkrade sin plats i division 1 på grund av detta beslut. Fallet uppmärksammas nationellt och ESK överklagar beslutet. SvFF står dock fast vid sitt beslut och ESK degraderades i slutet av säsongen.

### 2003 – Allsvenskan
Inför Allsvenskan 2003 hade ESK förstärkt sin trupp med sex nya spelare, däribland Andreas Hermansson. Laget lyckades dock inte hålla sig kvar i divisionen utan föll ur Allsvenskan efter endast en säsongs spel.

### 2011 – Division 2
2011 vann ESK Division 2 Norra Svealand. Joel Rajalakso vann även skytteligan med 14 gjorda mål. 

### 2012 – Division 1
ESK spelade under våren endast in 8 poäng och under sommaren lämnade Siggi Jonsson tränaransvaret till assisterande tränaren Per-Åke Swärdh och juniortränaren Martin Andersson (tidigare spelare i ESK och Djurgårdens IF). Tränarbytet resulterade dock inte i bättre resultat och efter att ha spelat in 3 poäng under hösten degraderades laget till division 2.

### 2013 – Division 2
Under säsongen spelade ESK in 15 poäng (varav åtta på de fyra första matcherna) på 22 matcher. Under de resterande 18 matcherna tog laget 7 inspelade poäng och flyttades därför ner ytterligare en division.

### 2014 – Division 3
ESK slutade 11:a och näst sist i tabellen. Tyvärr räckte inte det unga och orutinerade laget till utan laget blev degraderat till fyran. 

### 2015 – Division 4
Ca 1300 personer såg det första derbyt mellan EIS och ESK på Enavallen, 3-0 till ESK. ESK blev till slut serietrea efter Riala och VP. Efter ett riktigt kvaldrama blev det avancemang. 7-1 borta mot Fardhem-Garda på Gotland räckte precis för att vinna kvalgruppen före Uppsala Kurd (div III) och Spånga IS. 

### 2016 – Division 3
Serietvåa efter IFK Lidingö och kvalplats till div II. Trots två bra insatser mot Internazionale Stockholm, tränade av fd ESK-spelaren Filip Bergman, så blev det respass efter 0-0 hemma och 2-3 borta.

### 2017 – Division 3
Tvåa i division III efter Täby. Misslyckat kval mot Newroz och Åmål betydde ny division III-säsong 2018. Täby och ESK krigade om seriesegern in i det sista. Tyvärr var ESK:s skadedrabbade trupp alltför sliten i slutet av säsongen och orkade inte ända fram.

### 2018 – Division 3
Seriesegrare i div III och uppflyttning till div II Norra Svealand! Efter en lyckad vår där spelet var upp och ner så tog ESK poäng när det behövdes och ledde knappt före Franke. Frankes misslyckade höst samt ESK:s stabila spel betydde en solklar serieseger före starka Kungsängen (kvalade sig ju också upp till tvåan).

### 2019 – Division 2
Tillbaka i div II Norra Svealand och en blygsam 11:e plats. Målet var att hänga kvar men med något större marginal. Säsongen började lovande med en position strax efter de tre topplagen, men med sex raka matcher utan poäng blev det en jobbig höst för att klara kontraktet. 
Inför säsongen värvades en hel del intressanta spelare såsom Joel Berhane (Eskilstuna City), Kevin Custovic (VSK) och Felix Ljunggren (IK Sirius) samt en återvändande Hugo Östlund Rödlund (VSK). Berhane försvann tidigt pga för lite speltid. Custovic (lån från VSK) imponerade i inledningen men trivdes inte riktigt och återvände till Västerås under hösten. Felix Ljungberg (Sirius U19) gjorde en stark inledning med flera mål. Tyvärr skadade han sig efter 11 matcher och lyckades inte bli riktigt helt återställd under resten av säsongen. Spelarnas spelare blev unge Kevin Rodeblad Lowe, nyförvärvet från Ursvik med Brommapojkarna som moderklubb. Han gjorde en stark säsong och provtränade med Jönköping Södra (SuperEttan) under sommaren.

## Spelare

### Spelartruppen
| Nummer      | Land      | Spelare                | Födelsedatum      | Kom från              | Moderklubb            |           |
| Målvakter   | Målvakter | Målvakter              | Målvakter         | Målvakter             | Målvakter             | Målvakter |
| ----------- | --------- | ---------------------- | ----------------- | --------------------- | --------------------- | --------- |
| 13          | Sverige   | Gustaf Persson         | 3 september 1993  | Syrianska IF Kerburan | Enköpings SK          |           |
| 26          | Sverige   | Nils Öhrn Sinnerstad   | 27 oktober 2008   | Enköpings SK U        | Enköpings SK          |           |
| Försvarare  |           |                        |                   |                       |                       |           |
| 2           | Sverige   | William Björk          | 10 januari 2001   | Skiljebo SK           | IK Viljan             |           |
| 3           | Sverige   | Marcus Ytter           | 18 augusti 1993   | Linköping City        | IFK Västerås          |           |
| 4           | Sverige   | Mattias Özgün          | 27 januari 1998   | Skiljebo SK           | Syrianska IF Kerburan |           |
| 5           | Sverige   | Axel Lundgren          | 4 augusti 2002    | Karlbergs BK          | Håbo FF               |           |
| 11          | Sverige   | Alexander Hughes       | 28 februari 2005  | Malmö FF              | BK Vången             |           |
| 15          | Sverige   | Filiph Ededal          | 28 juni 2001      | Hudiksvalls FF        | IK Fyris              |           |
| 17          | Sverige   | Axel Sveijer           | 26 augusti 2004   | IK Sirius             | Vaksala SK            |           |
| 22          | Sverige   | Eric Johansson         | 6 november 2003   | Enköpings SK U        | Fanna BK              |           |
| Mittfältare |           |                        |                   |                       |                       |           |
| 6           | Sverige   | Edwin Nore             | 11 februari 2000  | Skiljebo SK           | Romfartuna GIF        |           |
| 7           | Sverige   | Anton Kreuger          | 25 januari 2004   | Unik FK               | Unik FK               |           |
| 8           | Sverige   | Emil Özkan             | 11 augusti 2003   | IK Sirius             | Uppsala-Kurd FK       |           |
| 14          | Sverige   | Alexander Persson-Njie | 1 april 1991      | Syrianska IF Kerburan | Enköpings SK          |           |
| 16          | Sverige   | Mohammed Ibrahim       | 11 maj 1993       | Enköpings SK U        | Enköpings SK          |           |
| 21          | Sverige   | Oscar Kihlgren         | 22 november 1999  | Umeå FC               | Håbo FF               |           |
| 24          | Sverige   | Mercio Eriksson        | 7 februari 2004   | IK Sirius             | Husqvarna FF          |           |
| 40          | Sverige   | Isak Bråholm           | 24 september 2000 | Täby FK               | Unik FK               |           |
| Anfallare   |           |                        |                   |                       |                       |           |
| 9           | Sverige   | Daniel Norrby          | 28 juni 2002      | Karlslunds IF         | Enköpings SK          |           |
| 10          | Sverige   | Linus Zetterström      | 30 april 1997     | Kvarnsvedens IK       | Forssa BK             |           |
| 18          | Sverige   | Andreas Hansen         | 14 november 2002  | Norrby IF             | IF Brommapojkarna     |           |
| 20          | Sverige   | Alexander Littlewood   | 3 oktober 2005    | Enköpings SK U        | Fanna BK              |           |

## Säsonger
- 1970 - 8:e plats division III Norra Svealand
- 1971 - 3:e plats division III Östra Svealand
- 1972 - 5:e plats division III Norra Svealand
- 1973 - 2:a plats division III Östra Svealand
- 1974 - 4:e plats division III Norra Svealand
- 1975 - 1:a plats division III Norra Svealand, sist i kvalgruppen mot Hudiksvalls ABK, Domsjö IF och Notvikens IK
- 1976 - 2:a plats division III Norra Svealand
- 1977 - 2:a plats division III Norra Svealand
- 1978 - 1:a plats division III Norra Svealand, seger i kvalgruppen mot Gammelstads IF, IFK Östersund och Alnö IF
- 1979 - 12:e plats division II Norra
- 1980 - 2:a plats division III Norra Svealand
- 1981 - 5:e plats division III Norra Svealand
- 1982 - 4:e plats division III Norra Svealand
- 1983 - 2:a plats division III Norra Svealand
- 1984 - 4:e plats division III Norra Svealand
- 1985 - 1:a plats division III Norra Svealand, kvalseger mot Spårvägens FF
- 1986 - 12:e plats division II Norra
- 1987 - 6:e plats division II Mellersta
- 1988 - 2:a plats division II Norra
- 1989 - 7:e plats division II Östra
- 1990 - 2:a plats division II, kvalseger mot Skövde AIK
- 1991 - 5:e och 4:e plats division 1
- 1992 - 8:e plats division 1, 2:a plats kvalettan, kvalförlust mot IFK Uddevalla
- 1993 - 7:e plats division II 1993
- 1994 - 5:e plats division II 1994
- 1995 - 3:e plats division II 1995
- 1996 - 2:a plats division II 1996, kvalsegrar mot Sandvikens IF och Visby IF Gute
- 1997 - 12:e plats division I Norra 1997
- 1998 - 1:a plats division II 1998
- 1999 - 4:e plats division I Norra 1999
- 2000 - 7:e plats Superettan 2000
- 2001 - 8:e plats Superettan 2001
- 2002 - 2:a plats Superettan 2002
- 2003 - 14:e plats Allsvenskan 2003
- 2004 - 14:e plats Superettan 2004
- 2005 - 1:a plats division II, förlust i kvalet mot Umeå FC
- 2006 - 1:a plats Division 1 Norra
- 2007 - 12:e plats Superettan 2007
- 2008 - 13:e plats Superettan 2008
- 2009 - 13:e plats Division 1 Norra
- 2010 - 9:e plats Division 2 Norra Svealand
- 2011 - 1:a plats Division 2 Norra Svealand
- 2012 - 14:e plats Division 1 Norra
- 2013 - 12:e plats Division 2 Norra Svealand
- 2014 - 11:e plats Division 3 Östra Svealand
- 2015 - 3:e plats Division 4 Uppland, avancemang till Division 3 efter kvalseger.
- 2016 - 2:a plats i Division 3 Östra Svealand, förlust i kvalet till Division 2 mot FC Stockholm Internazionale.
- 2017 - 2:a plats i Division 3 Östra Svealand, sista plats i kvalgruppen till Division 2 bakom Newroz FC och IFK Åmål och därmed åter igen missad uppflyttning.

## Övrigt

### Rekord
- Publikrekord: 9 102 mot Djurgårdens IF (11 maj 2003)
- Största vinst hemma, Allsvenskan: 3–1 mot GIF Sundsvall, 2–0 mot Örebro SK (2003)
- Största vinst borta, Allsvenskan: 4–0 mot Helsingborgs IF (2 juni 2003)
- Största förlust hemma, Allsvenskan: 0–4 mot Djurgårdens IF, 0–4 mot Halmstads BK (2003)
- Största förlust borta, Allsvenskan: 0–7 mot Hammarby IF (omgång 23, 2003)
- Bäste målskytt genom tiderna: Kjell Mattsson, 247 mål